# كونستانت يواسيم
كونستانت يواسيم (3 مارس 1908 - 12 يونيو 1979) لاعب كرة قدم بلجيكي راحل كان يجيد اللعب في خط الدفاع.
لعب طوال مسيرته الرياضية في أندية رويال سكالديس (1926-1929) بيرتشيم سبورت (1929-1935) أولمبيك تشارلروا (1935-1939) رويال تيليور (1941-1943) أوفيربيلت فابريك (1943-1944).
مثل منتخب بلجيكا في 11 مباراة (1931-1937). شارك مع منتخب بلجيكا في بطولة كأس العالم 1934 في إيطاليا حيث خرج من الدور الثمن النهائي.

## وصلات خارجية
- كونستانت يواسيم على موقع الاتحاد الدولي (مؤرشف)  (الإنجليزية)
- كونستانت يواسيم على موقع الاتحاد البلجيكي (الإنجليزية)
- كونستانت يواسيم على موقع قاعدة بيانات كرة القدم.إي يو (الإنجليزية)
- كونستانت يواسيم على موقع ناشيونال فوتبول تيمز (الإنجليزية)
- كونستانت يواسيم على موقع Soccerway.com (الإنجليزية)
- كونستانت يواسيم على موقع عالم كرة القدم.نت (الإنجليزية)
- سيرة ذاتية